# Barbara Albert
Pour les articles homonymes, voir Albert.
Barbara Albert (née le 22 septembre 1970 à Vienne, en Autriche) est une réalisatrice, scénariste et productrice autrichienne.

## Biographie
Barbara Albert étudie la cinématographie à la Wiener Filmakademie. Son travail le plus innovateur est le film Nordrand, où elle raconte la réalité des enfants yougoslaves de Vienne.
Elle a créé la compagnie de production Coop 99 avec Jessica Hausner, Antonin Svoboda et Martin Gschlacht.
Elle a été membre du jury au festival de Locarno 2006.

## Filmographie

### En tant que réalisatrice
- 1991 : Der andern eine Grube gräbt
- 1992 : Und raus bist du
- 1993 : Hirondelles de nuit (Nachtschwalben) (court-métrage)
- 1996 : The Fruit of Thy Womb (Die Frucht deines Leibes) (court-métrage)
- 1997 : Somewhere Else (vidéo)
- 1998 : Sonnenflecken (court-métrage)
- 1998 : Sliden': All Bright and Wonderful (Slidin' - Alles bunt und wunderbar)
- 1999 : Banlieue nord (Nordrand)
- 2002 : State of the Nation: Austria in Six Chapters (Zur Lage: Österreich in sechs Kapiteln) (documentaire)
- 2003 : Böse Zellen
- 2004 : Visions of Europe  (segment Mars)
- 2006 : Fallen
- 2012 : Les Vivants (Die Lebenden)
- 2017 : Mademoiselle Paradis (Licht)

### En tant que scénariste
- 1993 : Hirondelles de nuit (Nachtschwalben) (court-métrage)
- 1994 : So I Sleepwalk in Broad Daylight (Also schlafwandle ich am hellichten Tage), d'Hubert Sauper
- 1996 : The Fruit of Thy Womb (Die Frucht deines Leibes) (court-métrage)
- 1997 : Somewhere Else (vidéo)
- 1998 : Sonnenflecken (court-métrage)
- 1998 : Sliden': All Bright and Wonderful (Slidin' - Alles bunt und wunderbar)
- 1999 : Banlieue nord (Nordrand)
- 2002 : State of the Nation: Austria in Six Chapters (Zur Lage: Österreich in sechs Kapiteln)
- 2003 : Struggle, de Ruth Mader
- 2003 : Böse Zellen
- 2003 : Auswege, de Nina Kusturica
- 2004 : Visions of Europe (segment Mars)
- 2006 : Slumming, de Michael Glawogger
- 2006 : Fallen

## Récompenses et distinctions
- Prix Marcello-Mastroianni (Meilleure jeune actrice) pour Nina Proll, pour Banlieue nord (Nordrand), Mostra de Venise 1999
- Wiener Filmpreis
- Preis der FIPRESCI Jury (Viennale)
- Best Feature Film (Stockholm)